# Andrzej Giżyński
Andrzej Giżyński (ur. 22 października 1970 w Braniewie) – polski pięcioboista nowoczesny. Mistrz świata w sztafecie (1992), mistrz Polski (1992).
Był zawodnikiem Unii Tarnów (1982-1986), w której uprawiał pływanie, a następnie LKS Lumel Zielona Góra (1987-1992). Jego największym sukcesem w karierze było mistrzostwo świata w sztafecie w 1992 (z Dariuszem Mejsnerem i Mateuszem Nowickim). W tym samym roku zdobył również mistrzostwo Polski. W swoim dorobku posiada również wicemistrzostwo świata juniorów w drużynie (1991)
W 1993 wyjechał na stałe do USA.